# محمد عبد المعطي الهمشري
محمد عبد المعطي بن عثمان الهمشري، (1326 هـ- 1357 هـ) / (1908 - 1938م) شاعر مصري من أصول تركية هو ابن أخت الكاتب الكبير محمد التابعي ولد بقرية نوسا البحر بمدينة السنبلاوين بمحافظة الدقهلية بمصر، وتوفي في القاهرة.
تلقى تعليمه الابتدائي في مسقط رأسه بمدينة السنبلاوين، وحصل على الشهادة الثانوية من مدينة المنصورة، ثم التحق بكلية الآداب جامعة القاهرة (191)، غير أنه ترك الدراسة والتحق بالعمل الوظيفي. عمل محررًا بمجلة «التعاون» في قسم التعاون بوزارة الزراعة (1935) حتى وفاته أثناء إجراء عملية جراحية له. جمعته صداقة في مدينة المنصورة ب«شاعر النيل والنخيل» صالح جودت، و«شاعر الأطلال» إبراهيم ناجي، و«شاعر الجندول» علي محمود طه، وكانوا يلتقون عند صخرة الملتقى التي وثق لها شعريًا إبراهيم ناجي «{على شاطئ النيل». كان عضوًا بجماعة أبولو الشعرية.

## الإنتاج الشعري
له «ديوان الهمشري» (جمع وتحقيق وتقديم صالح جودت) - سلسلة المكتبة العربية - الهيئة المصرية العامة للكتاب - القاهرة 1973، وله قصائد في كتاب «الروائع لشعراء الجيل»، وقد ضمها الديوان، بالإضافة إلى قصائد نشرتها مجلة أبولو (1932 - 1934)، ومجلة التعاون (1935 - 1938)، وله ملحمة بعنوان «شاطئ الأعراف» - مجلة أبولو (ع 6) - فبراير 1933، وتضمنها ديوانه.
شاعر مجدد، لقب ب«شاعر الأعراف»، و«شاعر الريف»، و«شاعر الأصداف»، و«شاعر الطبيعة»، وهي صفات تكشف عن انتمائه إلى الاتجاه الوجداني الذي تبنته جماعة أبولو. تأثر في رومانسيته بشعراء الرومانسية الإنجليز، أمثال كيتس وشيلي وبيرون، غير أن التأثير الأكبر كان لجون راسل. تهتم موضوعاته الشعرية بالطبيعة والجمال والفلاح والعواطف الإنسانية خاصة الحب، وتكشف بعض عناوين قصائده عن اتجاهه الرومانسي، كما تكثر في شعره مفردة الموت وتنويعاتها، ويعزو بعض النقاد ذلك إلى فشله في حبه الوحيد في حياته.
ملحمته «شاطئ الأعراف» ملحمة فلسفية رمزية يرصد فيها ذكرياته على شاطئ النيل بين سحر الليل في أحضان الطبيعة وروح الشاعر الحزينة التي يلفها الشعور بالموت في كل مفردات الكون من حولها. التزم بوحدة الوزن على النسق الخليلي، ومال إلى التنويع في القوافي.
كان هذا الشاعر لا يحب اسمه الثلاثي، ويقول لأصدقائه لا يمكن أن يكون شاعراً من يتألف اسمه من عبد المعطي ولهذا كان ينشر قصائده في الصحف والمجلات الأدبية باسم م. ع. الهمشري. كان جدّه قد جاء مع محمد علي باشا إلى مصر، وكان أبوه مهندساً زراعياً تزوج عدة زيجات آخرها والدة الشاعر. كان والده ميالاً إلى الأسماء المركبة فسمّاه هذا الاسم لكنّ الشاعر خلافاً لوالده كان يوقّع فقط بالأحرف الأولى من الاسم ثمّ الكنية م. ع. الهمشري. متتبعاً بذلك طريقة شاعره الأثير شيلي. بدأ حياته شاعراً عاطفياً رومانتيكياً، وقد أحبّ في بداية شبابه ومُني بالفشل، فبقي على ذلك الحب إلى أن مات إثر عملية جراحية للزائدة الدودية أصيبت أثناءها أمعاؤه بالشلل. فتوفي سنة 1938، أهم أعماله ملحمة «على شاطئ الأعراف».

## كتب ودراسات عنه
- الناقد د. هشام محفوظ، من مواليد يوليو 1968، تخرج في قسم اللغة العربية بكلية الآداب جامعة عين شمس، حصل على الماجستير 1995، وموضوعها «شعر محمد عبد المعطي الهمشري – دراسة موضوعية وفنية»
- راضي جلال عبد الحفيظ عام 1999، الصورة الفنية في شعر محمد عبد المعطي الهمشري، المنيا: جامعة المنيا- كلية الدراسات الإسلامية والعربية- 1999.- رسالة ماجستير.